# نگروس باختری
نگرو باختری یا نگرو اکسیدنتال (Negros Occidental) یکی از استان‌های کشور فیلیپین است. این استان در مرکز این کشور قرار گرفته است و بخشی از جزیره نگرو است که از مجموعه جزایر ویسایا به شمار می‌رود.
مرکز این استان شهر باکولود است. جمعیت آن بیش از دو میلیون و ششصد هزار نفر است. مساحت این استان کمتر از هشت هزار کیلومتر مربع است .

## نگارخانه

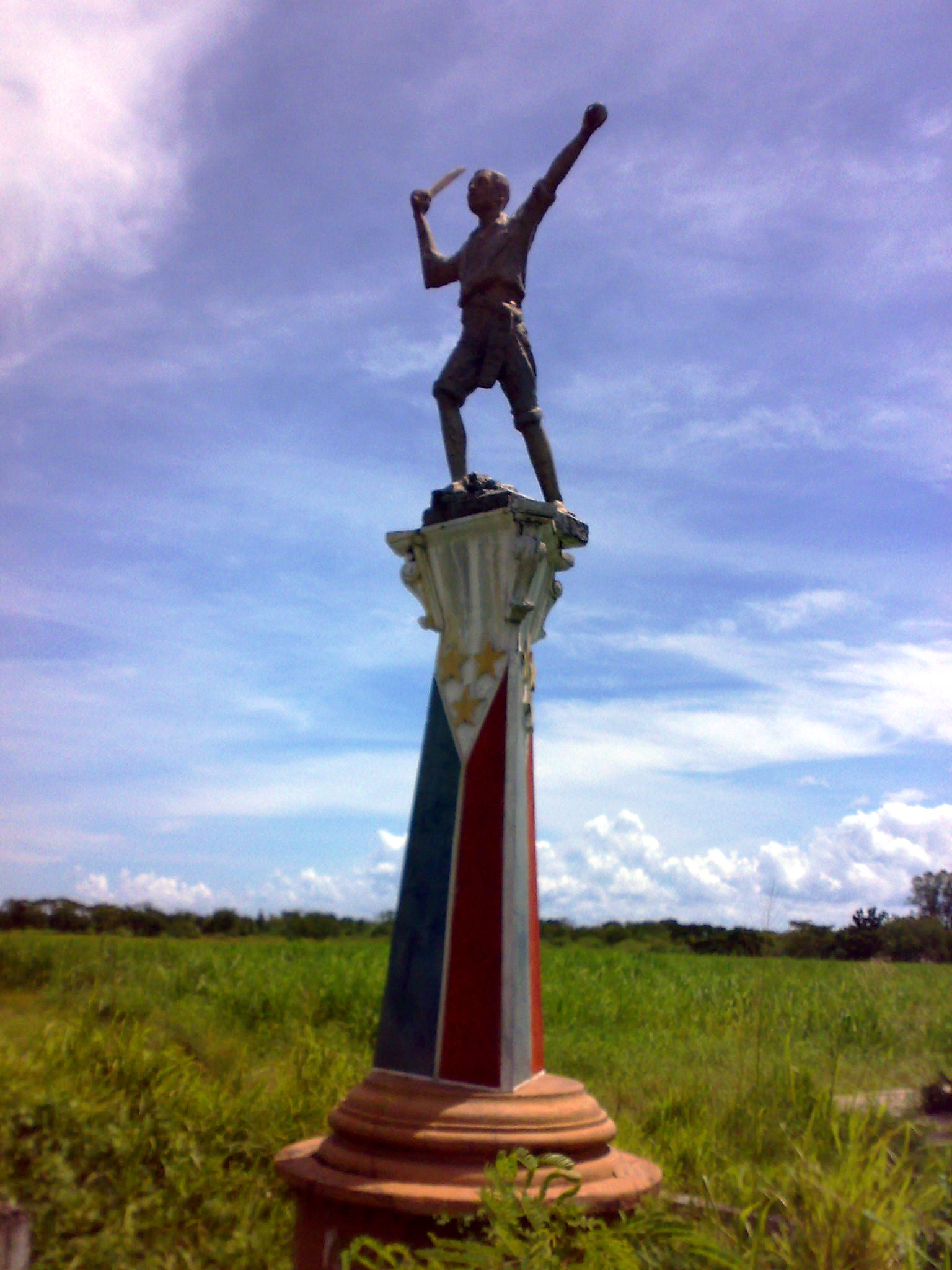